# Scapheremaeus petrosus
Scapheremaeus petrosus är en kvalsterart som beskrevs av Sitnikova 1975. Scapheremaeus petrosus ingår i släktet Scapheremaeus och familjen Cymbaeremaeidae. Inga underarter finns listade i Catalogue of Life.